# چاپخانه نینا
نینا نام مستعار یک چاپخانه مخفی در شهر باکو بوده که توسط گروه‌های سوسیال دموکرات روس پیش از انقلاب ۱۹۱۷ تأسیس یافته بود و به چاپ و توزیع مخفیانه روزنامه
ایس کرا (اورگان سوسیال دموکرات‌های روس) می‌پرداخته‌است.

## موزه نینا
ساختمان چاپخانهٔ مخفی و تأسیسات دسترسی به آن و ماشین‌آلات و تجهیزات چاپ: ساختمان از دو بخش تشکیل شده‌است، قسمت اول حیاط بزرگ و اتاق‌های متعددی در اطراف حیاط که جداگانه به مستاجرین اجاره داده می‌شد. راه مخفی چاپخانه از یکی از این اتاق‌ها تعبیه شده بود.
قسمت دوم بنای یک اصطبل متروکه نگهداری اسب بوده‌است. ماشین‌آلات چاپخانه در داخل این اصطبل قرار داشته‌است.

## تاریخچه ساخت چاپخانه نینا
دو نفر از کارگران عضو حرب سوسیال دموکرات روس، یکی از اتاق‌های مزبور را اجاره می‌کنند و از طریق کف گنجه لباس داخل اتاق، درب مخفی ساخته و با پلکانی، به کف اصطبل (که مجاور دیوار این اتاق بوده‌است) دسترسی پیدا می‌کنند. ماشین‌های چاپ را مخفیانه به داخل اصطبل متروکه برده، و نصب می‌کنند.
کارگران که متخصص چاپ بودند، شبانه از راه مخفی به چاپخانه رفته و تعداد زیادی روزنامه ایس کرا چاپ می‌کردند و از طریق شبکه حزبی در سراسر قفقاز و حتی بخش‌هایی از روسیه توزیع می‌کردند.

## سرنوشت موزه نینا
بعد از فروپاشی اتحاد شوروی و استقلال جمهوری آذربایجان، نواده مالک بخش اول موزه (حیاط و اتاق‌ها) از دست حکومت وقت که مالک موزه بوده‌است، به دادگاه شکایت می‌کند و پس از طی مراحل موفق می‌شود مالکیت ملک اجدادی خود را از دست دولت خارج کرده و متعاقباً اقدام به تخریب قسمت‌های مربوط به اتاق مورد اجاره کاگران سوسیال دموکرات و راه مخفی ورود به چاپخانه می‌کند.

## جُستارهای وابسته
- نینا (ابهام‌زدایی)
- نینا (رمان)